# Кім До Гин
Кім До Гин (кор. 김도근, нар. 2 березня 1972, Ганньєунг, Південна Корея) — південнокорейський футболіст, що грав на позиції півзахисника. Виступав за національну збірну Південної Кореї.

## Клубна кар'єра
У дорослому футболі дебютував 1995 року виступами за команду клубу «Чоннам Дрегонс», в якій провів п'ять сезонів, взявши участь у 85 матчах чемпіонату.
Згодом з 2000 по 2001 рік грав у складі команд клубів «Токіо Верді» та «Сересо Осака».
Своєю грою за останню команду знову привернув увагу представників тренерського штабу клубу «Чоннам Дрегонс», до складу якого повернувся 2001 року. Цього разу відіграв за команду з Кваньяна наступні три сезони своєї ігрової кар'єри. Більшість часу, проведеного у складі «Чоннам Дрегонс», був основним гравцем команди.
Протягом 2005 року захищав кольори команди клубу «Сувон Самсунг Блювінгз».
Завершив професійну ігрову кар'єру у клубі «Кьоннам», за команду якого виступав протягом 2006 року.

## Виступи за збірну
1993 року дебютував в офіційних матчах у складі національної збірної Південної Кореї. Протягом кар'єри у національній команді, яка тривала 11 років, провів у формі головної команди країни лише 22 матчі, забивши один гол.
У складі збірної був учасником чемпіонату світу 1998 року у Франції, розіграшу Золотого кубка КОНКАКАФ 2002 року у США.